# Flexity Classic
Flexity Classic er en sporvogn fra Bombardier, som har været i trafikken siden begyndelsen af 2000-tallet. Den er en eldrevet leddet toretningsvogn med lavgulv. Flexity Classic findes for normalspor og (i Dresden) for 1450 mm-spor. I dag ruller Flexity Classic-vogne i blandt andet Adelaide, Kraków, Gdańsk, Bremen, Dresden, Leipzig og Norrköping. En speciel version hedder Flexity Classic XXL. Den blev oprindeligt udviklet for Dresden, men kører nu også i Leipzig.